# 102 г. пр.н.е.
102 (сто и втора) година преди новата ера (пр.н.е.) е година от доюлианския (Помпилийски) римски календар.

## Събития

### В Римската република
- Консули са Гай Марий (за IV път) и Квинт Лутаций Катул. Цензори са Гай Цецилий Метел Капрарий и Квинт Цецилий Метел Нумидийски.
- Цензорът Метел не успява да изключи от състава на Сената Луций Апулей Сатурнин и съюзникa му Гай Сервилий Главция и се превръща в цел на демагогията им.[1]
- Военна кампания на Тит Дидий в Тракия.[1][2]
- Преторът Марк Антоний Оратор е натоварен с проконсулски правомощия и назначен за първи управител на провинция Киликия, която на този етап обхваща малка част от едноименната географска област.[3] Антоний ръководи кампания срещу киликийските пирати.[2]
- Консулът Гай Марий разгромява племената на тевтоните и амброните в битката при Аква Секстия.[2] Вождът Тевтобод е пленен.

### В Азия
- Клеопатра Селена I е омъжена за Антиох VIII Грюпос. В Сирия я придружава армия и внушителна парична зестра.[4]

## Родени
- Квинт Тулий Цицерон, римски политик и по-младият брат на Марк Тулий Цицерон (умрял 43 г. пр.н.е.)
- Марк Калпурний Бибул, римски политик (умрял 48 г. пр.н.е.)

## Починали
- Ушълу, шанюй на хунну